# Jakob Söderqvist
Jakob Söderqvist (født 31. maj 2003 i Sundsvall) er en cykelrytter fra Sverige, der kører for Lidl-Trek Future Racing.